# Myxomitodes
Myxomitodes es un género de icnofósil encontrado en la formación Stirling Range de Australia occidental con una antigüedad de 1900 millones de años y perteneciente al Paleoproterozoico. 
El icnofósil consiste en huellas irregulares dejadas en los paleosuelos por organismos capaces de deslizarse. El icnofósil es considerado un rastro de eucariotas pluricelulares, especialmente un moho mucilaginoso.

## Interpretación
Al principio se interpretó como la huella de un gusano de cuerpo blando, no obstante a diferencia de los rastros fósiles hechos por gusanos, los Myxomitodes se ensanchan y variaban en ancho. Los senderos de gusanos y babosas son largos, por lo que generalmente se salen de los bordes de las losas de roca, en contraste con los senderos de los Myxomitodes que son cortos, con un extremo estrechándose y formando una estructura bulbosa.
Recientemente se ha sugerido que es la huella de una ameba marina globular gigante, similar a Gromia, no obstante las huellas dejadas en el paleosuelo sugieren que podría haber vivido en tierra como los mixomicetos y que podría estar relacionado con los mixomicetos de la clase Dictyostelea. Estas son amebas de suelo dispersas que durante la mayor parte de su ciclo de vida, ocasionalmente fluyen juntas para formar cuerpos fructíferos plasmodiales o un agregado pluricelular similar a una babosa que se mueve a una corta distancia para formar un tallo esporulante. Esta conclusión explica la forma abocinada (de la agregación celular), los diques (del rastro de plasmodio), la longitud corta (distancia de migración) y los extremos bulbosos (base del tallo esporulado).
El icnofósil muestra cierta similitud con algunos organismos de la biota francevillense de hace 2100 millones de años.